# Wagnergruppens oprør
Wagner-gruppens oprør var en kortvarig politisk og militær krise i Rusland, som blev indledt den 23. juni 2023 og afsluttet ca. et døgn senere d. 24. juni 2023. Wagner-gruppens leder, Jevgenij Prigosjin, navngav og beskrev selv oprøret som en "march for retfærdighed".
Oprøret fandt sted efter en periode med stigende spændinger mellem Wagner-gruppen – en statsfinansieret russisk paramilitært organisation og ofte blot beskrevet som en de facto privat hær – og det russiske forsvarsministerium. Særligt Wagner-gruppens leder Jevgenij Prigosjin havde offentligt ydret sig negativt om den russiske forsvarsminister Sergej Sjojgu og chefen for generalstaben Valerij Gerasimov. Prigosjin havde støttet den russiske invasion af Ukraine, hvor Wagner-gruppen og ham selv havde gjort sig bemærket ved deres bedrifter ved frontlinjen – herunder særligt i forbindelse med Slaget om Bakhmut. Samtidig havde Prigosjin dog offentligt kritiseret Sjojgu og Gerasimov for deres lederskab og håndtering af krigen i Ukraine. Her havde han bl.a. beskyldt dem for korruption og for at tilbageholde våbenleverancer til soldaterne ved fronten. Ligeledes havde han beskyldt dem for at overdrage "russiske territorier" til Ukraine.
Wagnergruppens oprør blev indledt efter en video – hvori Prigosjin optrådte – blev delt og cirkulerede d. 23. juni på det sociale medie Telegram. Videoen viste angiveligt en af Wagner-gruppens lejre efter et missilangreb. Prigosjin anklagede i denne forbindelse det russiske forsvarsministerium for at udføre missilangrebet, som han hævdede havde dræbte 2.000 af hans krigere. Det russiske forsvarsministerium afviste anklagerne og anfægtede rigtigheden af videoen. Andre observatører har ligeledes betvivlet, hvorvidt videoen var autentisk – herunder den amerikanske tænketank Institute for the Study of War og mediet Meduza. Efter denne episode annoncerede Prigosjin begyndelsen på en væbnet konflikt mod det russiske forsvarsministerium på sin Telegram-kanal. Her tilskyndede han personer til at deltage i konflikten mod forsvarsministeriet, og fremstillede oprøret som et modsvar på det påståede angreb på hans mænd. Prigosjin krævede samtidig, at Sjojgu og Gerasimov blev overdraget til ham.
Prigosjins styrker indledte deres oprør med indtage og tage kontrollen over Rostov ved Don, herunder hovedkvarteret for det sydlige militærdistrikt. Herefter rykkede en pansret kolonne af Wagner-tropper frem gennem Voronezj oblast mod Moskva. Bevæbnet med mobile antiluftskytssystemer afviste oprørerne nogle luftangreb fra det russiske militær. Samtidig koncentrerede og opbyggede det russiske militær sine forsvarsstillinger omkring Moskva. Den hviderussiske præsident Aleksandr Lukasjenko havde dog i mellemtiden mæglet et forlig med Prigosjin, der afsluttede oprøret, inden Wagner-gruppen nåede forsvarslinjerne omkring Moskva. I de sene aftentimer den 24. juni vendte Wagner-styrkerne derfor om, og de, der stadig var i Rostov ved Don, begyndte at trække sig tilbage.
Den russiske præsident Vladimir Putin havde i en tv-tale den 24 juni fordømt Wagner-gruppens handlinger som forræderi og lovet at få sat en stopper for oprøret.
I henhold til den aftale, der blev mæglet, lukkede og frafaldt FSB d. 27. juni 2023 sine anklager om væbnet oprør (artikel 279 i straffeloven). Mindst tretten soldater fra det russiske militær blev dræbt under oprøret.  På oprørernes side blev flere Wagner-medlemmer rapporteret såret, og to militære afhoppere blev dræbt ifølge Prigosjin. Præcis to måneder efter oprøret døde Prigosjin sammen med ni andre i forbindelse med et flystyrt.